# Gretel Bergmann
Pour les articles homonymes, voir Bergmann.
Margaret Bergmann-Lambert, née Bergmann le 12 avril 1914 à Laupheim (royaume de Wurtemberg) et morte le 25 juillet 2017 dans le Queens à New York (États-Unis), connue comme Gretel Bergmann, est une athlète juive allemande spécialiste du saut en hauteur. Elle est privée de participation aux Jeux olympiques de Berlin en 1936, en raison de ses origines juives.

## Biographie
Comme les autres sportifs juifs allemands de la période nationale-socialiste, elle est exclue de sa fédération sportive. En raison de ses performances, elle est cependant rappelée par le régime, bien décidé à gagner les Jeux olympiques de 1936 et à profiter de l'occasion pour donner de lui une image de tolérance.
Lors des entraînements préparatoires, elle bat le record d'Allemagne de saut en hauteur avec un saut à 1,60 m. Néanmoins, elle est empêchée de participer pour « performances insuffisantes ». En refusant d'homologuer cette performance, le pouvoir nazi la prive également d'une participation aux Jeux olympiques de Berlin en 1936. Pour représenter l'Allemagne à ces Jeux, il choisit Elfriede Kaun et Dora Ratjen, qui se révèle plus tard être un homme,,.
Le record d'Allemagne établi par Gretel Bergmann n'est reconnu que 73 ans plus tard en novembre 2009 par la Fédération allemande d'athlétisme.
En 1937, elle obtient des papiers lui permettant d'émigrer aux États-Unis avec quatre dollars en poche, montant maximal alors autorisé par les autorités nazies aux Juifs exilés. Elle y poursuit sa carrière sportive jusqu'en 1939 et, épousant un Américain, obtient la citoyenneté du pays.

## Récits tirés de sa vie

### Filmographie
En 2004, la chaîne HBO lui consacre un documentaire, intitulé Hitler's Prawn.
En août 2008, la Gemini Film tourne un film sur sa vie. Ce film est sorti en Allemagne le 10 septembre 2009 sous le titre Berlin 36 (en). Le réalisateur est Kaspar Heidelbach (de), et Karoline Herfurth interprète le rôle de Gretel Bergmann.
En 2016, son rôle est interprété par Sandra von Ruffin (de) dans le téléfilm Berlin 1936 : dans les coulisses des Jeux olympiques diffusé sur Arte.

## Hommages
- Plaque sur la maison no 77 de la Rudolstädter Strasse à Berlin-Wilmersdorf (Allemagne).
- Gretel Bergmann Sports Arena à Berlin (Allemagne) en 1995[3].
- Stade Gretel-Bergmann (Gretel-Bergmann Stadion) à Laupheim (Allemagne), sa ville natale, en 1999. L'inauguration donne lieu à son premier retour en Allemagne depuis l'époque nazie[3].

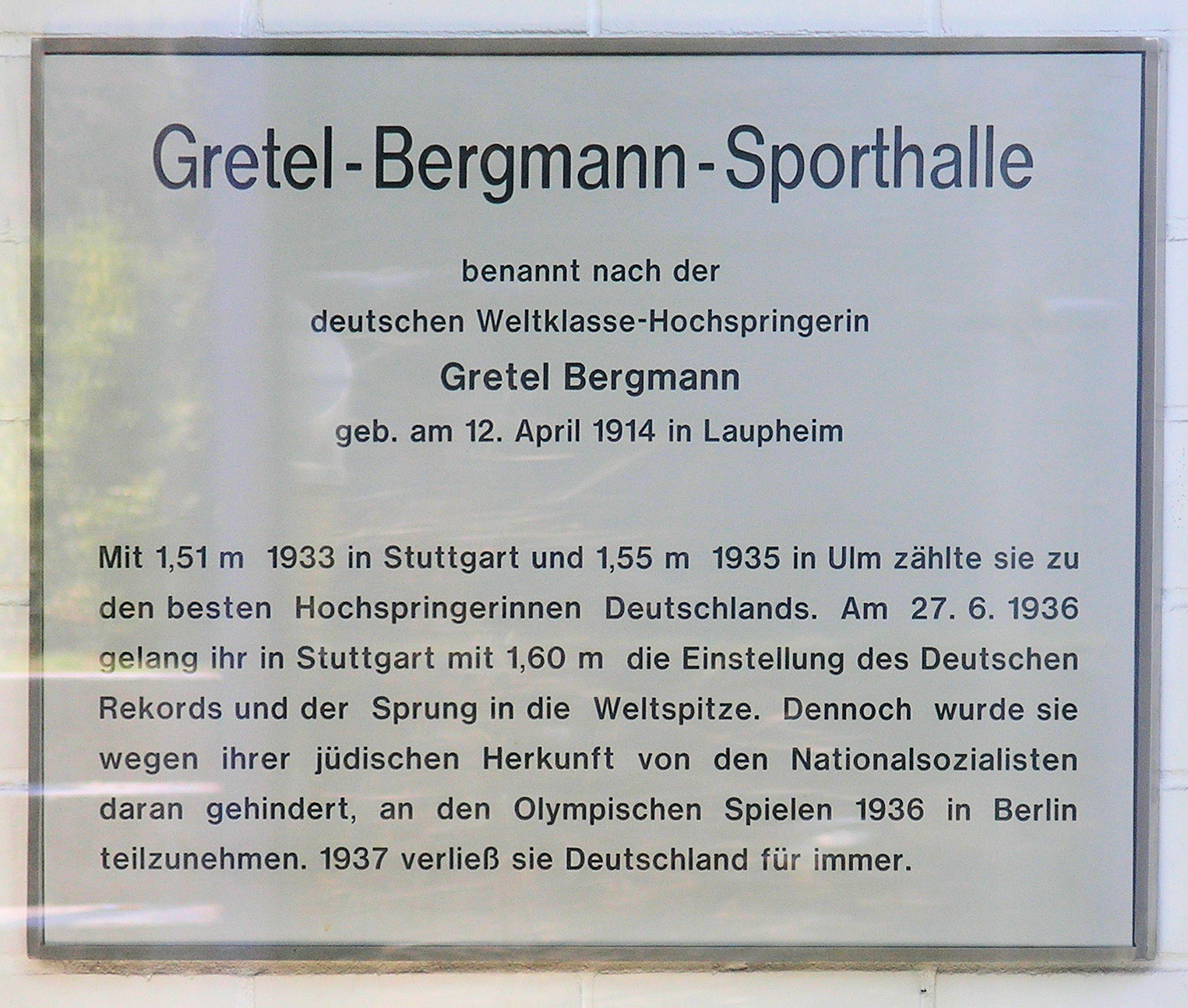
Plaque sur la maison no 77 de la Rudolstädter Strasse à Berlin.
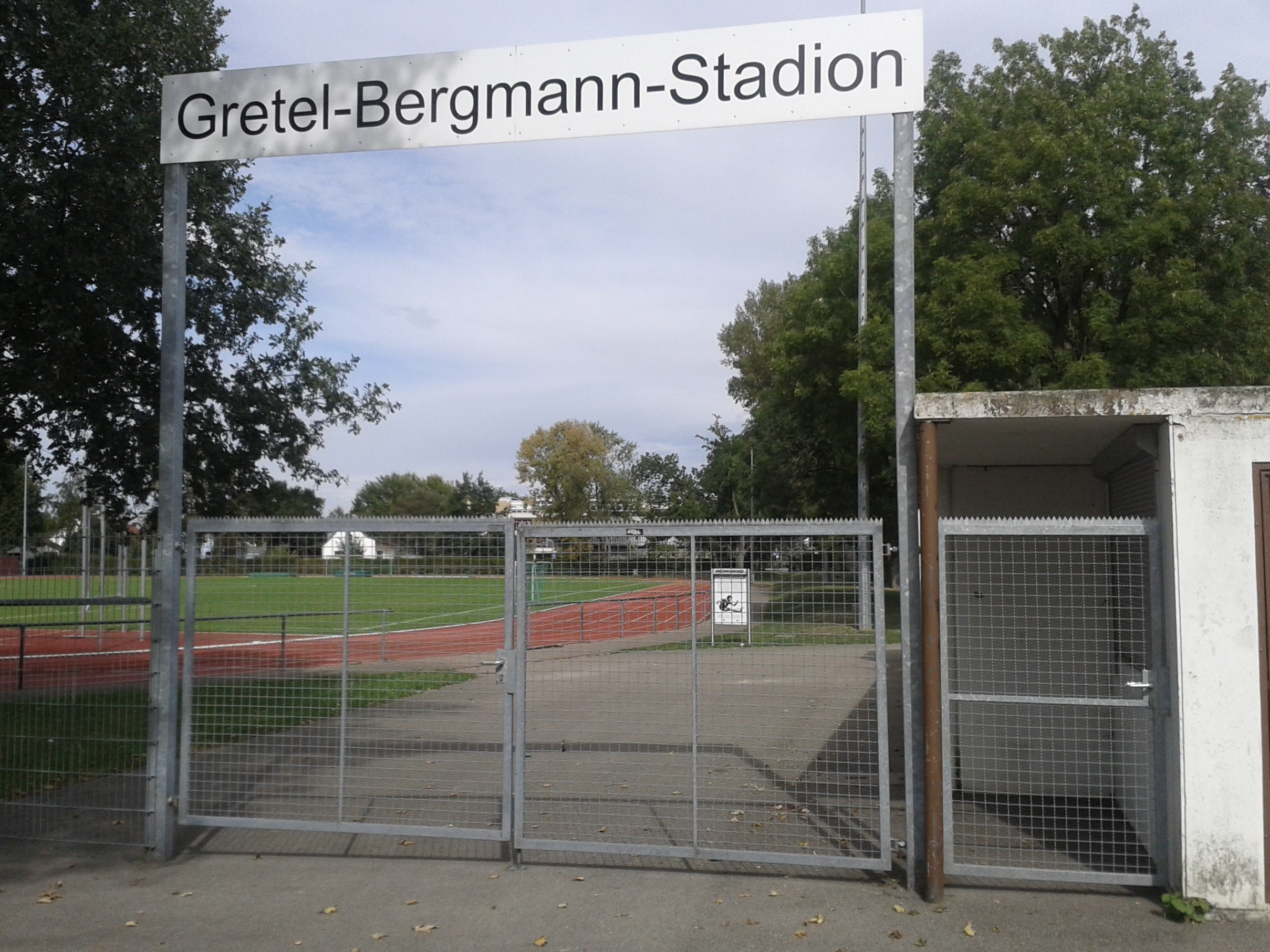
Entrée du stade Gretel-Bergmann à Laupheim en 2015.